# Bataille d'Amran
Pour les articles homonymes, voir Amran (homonymie).
Guerre du Saada
Batailles
- Bataille d'Amran
- 1re Bataille de Sanaa
- Bataille de l'aéroport d'Aden
- 1re Bataille d'Aden
- Bataille de Taëz
- 1re Bataille de Moukalla
- 2e Bataille de Moukalla
- 2e Bataille de Sanaa
- 2e Bataille d'Aden
- Bataille d'al-Hodeïda
- Prise de Socotra
- 3e Bataille d'Aden
- 4e Bataille d'Aden
- Offensive de Najran
- Attaque d'Abqaïq et de Khurais
- Offensive d'Al Bayda
- Offensive d'Al Jawf
- Bataille de Marib

La bataille d'Amran est une bataille opposant les loyalistes et les Houthis et qui se déroule de février à juillet 2014,,,,.
Dernière bataille de la guerre du Saada, elle mène au déclenchement de la guerre civile yéménite.